# Menno Simons
Menno Simons (1496 - 31 de enero de 1561) fue un líder religioso anabaptista de los Países Bajos. Simons fue contemporáneo de los reformadores protestantes y sus seguidores fueron conocidos como menonitas.
Nació en una familia de aldeanos en Wytmarsum, provincia de Frisia (Sacro Imperio Romano Germánico, hoy Países Bajos). Fue destinado por sus padres al sacerdocio católico. Fue ordenado sacerdote en 1524. Siendo párroco de su aldea natal, se separó de la Iglesia católica en 1536 para unirse a los anabaptistas pacifistas, después de estudiar detenidamente la Biblia y vivir un proceso de alejamiento de los dogmas católicos.
En 1537 fue ordenado en Groninga obispo anabaptista. Su labor tuvo éxito, de manera que un edicto del emperador Carlos V ofreció una recompensa de 100 monedas de oro por su cabeza e indulto por cualquier delito cometido por quien lo entregara.
En 1543 fue enviado al noroeste de Alemania, donde se dedicó los dieciocho últimos años de su vida a construir iglesias, al tiempo que proseguía su trabajo en Frisia.
Estuvo en Colonia, Holstein, Prusia y otros sitios, siempre organizando y predicando, acosado por los perseguidores. Aunque se sabe que estaba casado con Geertruydt y tuvo al menos un hijo y dos hijas, las condiciones de clandestinidad impidieron que se registraran más detalles de su vida familiar.
Fue notoria su preocupación por la divulgación escrita de los puntos de vista anabaptistas en las diferentes lenguas de la región donde trabajaba, para lo cual fundó, con un impresor identificado sólo como B.L., una imprenta en Lübeck, que debió trasladar a Oldesloe (Holstein) y luego, en 1554, al cercano refugio anabaptista en Wüstenfelde, donde murió el 31 de enero de 1561 y fue sepultado en su jardín.

## Biografía

### Primeros años
Menno Simons nació en 1496 en Witmarsum, Frisia, Sacro Imperio Romano Germánico. Se sabe muy poco sobre su infancia y familia, salvo que creció en un entorno campesino pobre. Su padre se llamaba Simón, siendo Simons un patronímico, y tenía un hermano llamado Pieter.
Simons creció en un país desilusionado por la guerra. Frisia fue asolada por la guerra a finales del siglo XV y principios del XVI. Los soldados lansquenetes asaltaron las tierras frisonas en la década de 1490 para obligar a los frisones "libres" a aceptar al duque de Sajonia-Meissen como jefe de Estado. El duque era el gobernador de los Países Bajos de la familia Habsburgo. Uno de los archienemigos de los Habsburgo, el duque de Güeldres, invadió Frisia en 1515 y conquistó la mitad de ella. Sajonia cedió la otra mitad a los Habsburgo. Los frisones intentaron recuperar la libertad, pero eran demasiado débiles y acabaron aceptando la autoridad imperial del emperador de los Habsburgo Carlos V.
Simons aprendió latín y algo de griego, y le enseñaron los Padres de la Iglesia latinos durante su formación para ser sacerdote. Nunca leyó la Biblia, ni antes ni durante su formación para el sacerdocio, por miedo a que le influyera negativamente. Cuando más tarde reflexionó sobre este período de su vida, se llamó a sí mismo estúpido.

### Sacerdocio y muerte del hermano
Fue ordenado sacerdote católico en 1515 o 1516 en Utrecht. Luego fue nombrado capellán en el pueblo de su padre Pingjum (1524).
Alrededor de 1526 o 1527, las cuestiones en torno a la doctrina de la transubstanciación hicieron que Menno Simons comenzara una búsqueda seria y profunda de las Sagradas Escrituras, que confesó no haber estudiado antes, a pesar de ser sacerdote. En ese momento llegó a lo que algunos han denominado una posición de "humanista". 

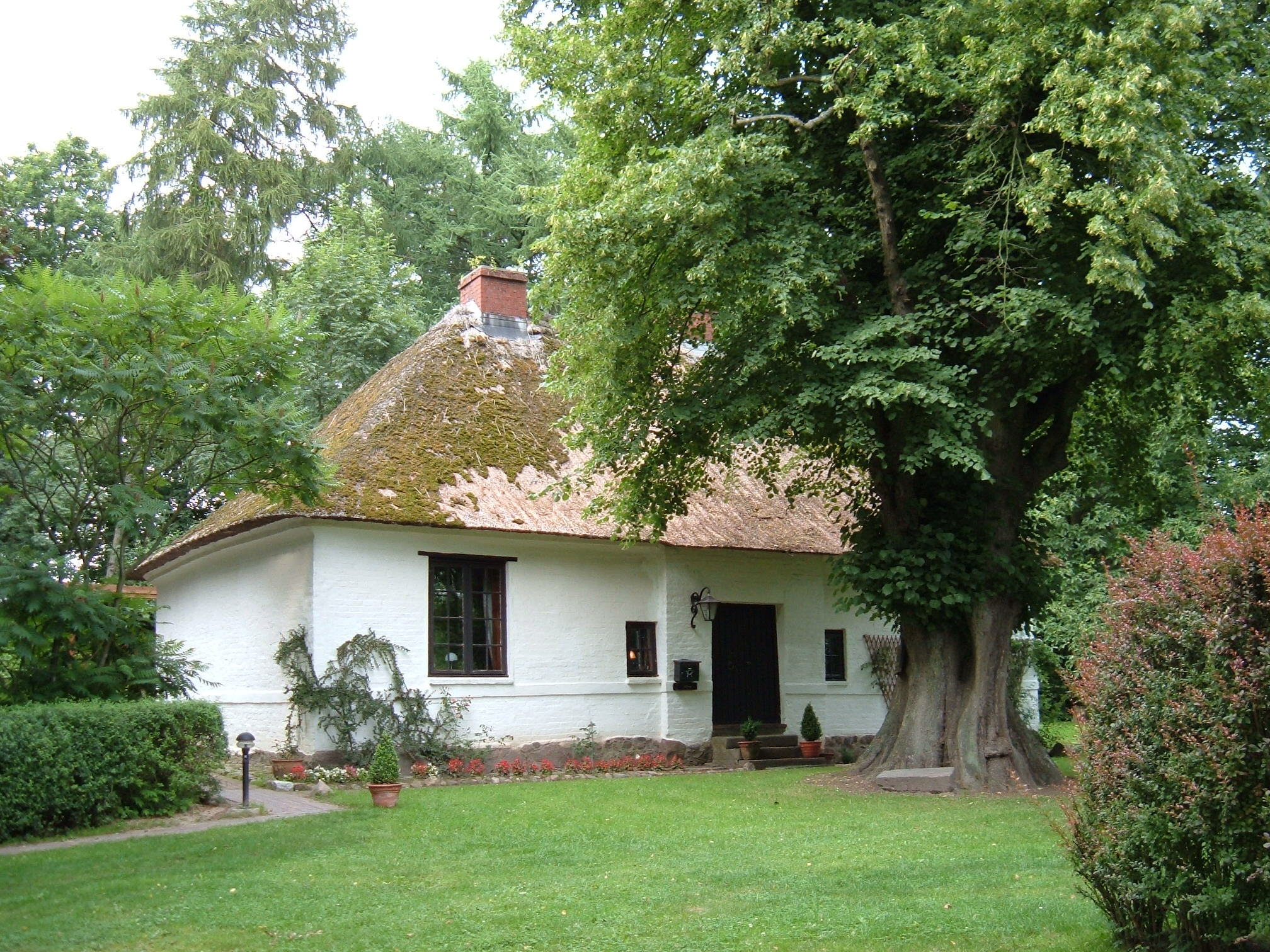
La casa cerca de Bad Oldesloe en la que se cree que trabajó Simons.

El primer conocimiento que tuvo Menno Simons del concepto de "re'bautismo", que según él "me sonaba muy extraño", se produjo en 1531 tras enterarse de la decapitación de Sicke Freerks Snijder en Leeuwarden por estar "rebautizado" ("Snijder", que significa "sastre", probablemente no era el nombre de la familia, ya que Freerks es la forma patronímica de Freerk y Sicke era, de hecho, sastre de profesión). Una nueva búsqueda en las Escrituras hizo que Menno Simons creyera que el bautismo de niños no aparece en la Biblia. Discutió la cuestión con su pastor, buscó en los Padres de la Iglesia y leyó las obras de Martín Lutero y Enrique Bullinger. Mientras seguía reflexionando sobre la cuestión, fue trasladado a Witmarsum. Aquí entró en contacto directo con los anabaptistas, predicando y practicando el "bautismo del creyente". Más tarde, algunos de los discípulos de la Münsterita llegaron allí también. Aunque los consideraba descarriados y fanáticos, se sintió atraído por su celo y sus puntos de vista sobre la Biblia, la Iglesia y el discipulado.
En 1535, su hermano Pieter se encontraba en un grupo de anabaptistas asesinados cerca de Bolsward por su participación en la toma violenta de un convento católico conocido como el Oldeklooster (o Abadía de Bloemkamp). Este convento, cerca de Bolsward en la provincia holandesa de Frisia, fue tomado el 30 de marzo de 1535 por unos 300 anabaptistas de Frisia, tanto hombres como mujeres, dirigidos por Jan van Geelen, un emisario de los anabaptistas de Münster. De este modo, consiguieron una posición fuerte y desde aquí intentaron conquistar toda la provincia. El jefe del Estado imperial Georg Schenck van Toutenburg fue encargado de recuperar el antiguo convento en manos de los anabaptistas. Supuso que podría hacerlo fácilmente, pero se vio obligado a realizar un asedio regular. El 1 de abril decidió bombardear el convento con artillería pesada e intentó asaltarlo, dirigiendo a sus soldados en cuatro oleadas. A la tercera lograron tomar varias posiciones, aunque algunas de las fortificaciones y la iglesia permanecieron en poder de los anabaptistas. El 7 de abril, el convento fue asaltado finalmente tras una dura batalla. Murieron 300 anabaptistas. De los que no perdieron la vida en el ataque, 37 fueron decapitados y 132, tanto hombres como mujeres, llevados a Leeuwarden, donde otros 55 fueron ejecutados tras un breve juicio. Jan van Geelen pudo escaparse.
Tras la muerte de su hermano Pieter, Menno experimentó una crisis espiritual y mental. Dijo que "rogaba a Dios con suspiros y lágrimas para que me diera a mí, pecador afligido, el don de su gracia, creara en mí un corazón limpio y, por los méritos de la sangre carmesí de Cristo, perdonara bondadosamente mi caminar impuro y mi vida inútil..."

### Anabaptistas
Menno Simons rechazó la Iglesia católica y el sacerdocio el 12 de enero de 1536, echando su suerte con los anabaptistas. Se desconoce la fecha exacta de su nuevo bautismo, pero fue bautizado probablemente poco después de abandonar Witmarsum a principios de 1536. Para octubre de 1536, su conexión con el anabaptismo era bien conocida, porque fue en ese mes que Herman y Gerrit Jans fueron arrestados y acusados de haber alojado a Simons. Fue ordenado hacia 1537 por Obbe Philips. Obbe y su hermano, Dirk Philips, se encontraban entre los discípulos pacíficos de Melchior Hoffman (los más radicales de los seguidores de Hoffman habían participado en la Rebelión de Münster). Fue Hoffman quien introdujo la primera congregación anabaptista autosuficiente en los Países Bajos, cuando enseñó y practicó el bautismo de los creyentes en Emden en Frisia Oriental. Menno Simons rechazaba la violencia defendida por el movimiento de Münster, por considerar que no era bíblica. Su teología se centraba en la separación de este mundo, y el bautismo por arrepentimiento lo simbolizaba.

Porque la verdadera fe evangélica es de tal naturaleza que no puede permanecer latente; sino que se manifiesta en toda justicia y obras de amor; muere a la carne y a la sangre; destruye todas las lujurias y deseos prohibidos; busca cordialmente, sirve y teme a Dios; viste al desnudo; alimenta al hambriento; consuela al afligido; da cobijo a los miserables; ayuda y consuela a todos los oprimidos; devuelve bien por mal; sirve a los que la injurian; ora por los que la persiguen; enseña, amonesta y reprende con la Palabra del Señor; busca lo que está perdido; venda lo que está herido; cura lo que está enfermo y salva lo que está sano. La persecución, el sufrimiento y la ansiedad que le sobrevienen por causa de la verdad del Señor, son para él un glorioso gozo y consuelo.
Menno SimonsPor qué no dejo de enseñar y escribir, 1539

Evidentemente, Menno ascendió con rapidez hasta convertirse en un hombre influyente. Antes de 1540, David Joris, un anabaptista de la variedad "inspiracionista", había sido el líder más influyente en los Países Bajos. Hacia 1544, el término menonita o menonista fue utilizado en una carta para referirse a los anabaptistas holandeses.[cita requerida]
Veinticinco años después de renunciar al catolicismo, Menno Simons murió el 31 de enero de 1561 en Wüstenfelde, Holstein, y fue enterrado en su jardín. Estaba casado con una mujer llamada Gertrude, y tuvieron al menos tres hijos, dos hijas y un hijo.

## Teología

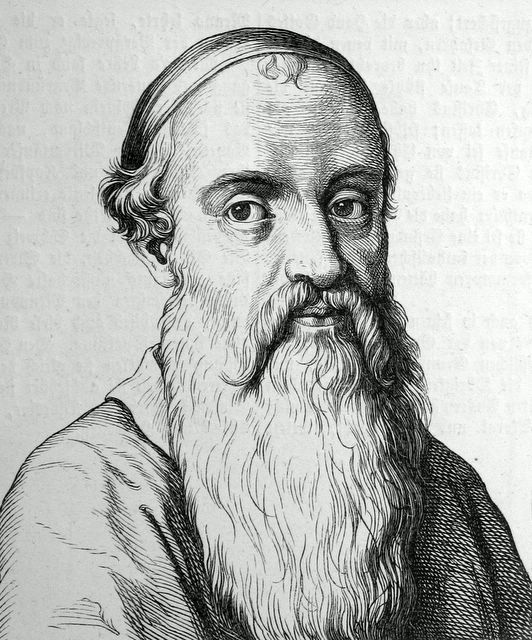
Menno Simons (1854).

La influencia de Menno Simons en el anabaptismo de los Países Bajos fue tan grande que el historiador bautista William Estep sugirió dividir su historia en tres períodos: "antes de Menno, bajo Menno y después de Menno". Menno Simons es especialmente significativo por su llegada al movimiento anabaptista en el norte en sus días más problemáticos, y por ayudar no sólo a sostenerlo, sino también a establecerlo como un movimiento viable de Reforma Radical.

### Excomunión
Girolimon (1995) compara las enseñanzas de Menno Simons con las del reformador protestante Juan Calvino (1509-64), centrándose en la cuestión de la excomunión. Este análisis teológico subraya los fuertes contrastes entre los dos líderes sobre cuatro principios básicos: sobre los procedimientos que conducen a la excomunión, sobre la severidad de las sanciones al excomulgado, sobre la restauración de un individuo arrepentido y sobre el castigo civil. Calvino y Menno, cada uno de ellos dirigentes de distintas alas de la Reforma, creían que esta forma extrema de disciplina era esencial para la función de la Iglesia en la sociedad, y estaban de acuerdo en los motivos básicos de la excomunión expresados en el Nuevo Testamento. Sin embargo, Menno concebía la aplicación de la reprimenda como un proceso administrado por todo el cuerpo eclesiástico contra cualquier pecado; Calvino reservaba la excomunión para transgresiones especialmente graves, como las identificadas por la Compañía de Pastores y el Consistorio. Entre otros desacuerdos, Calvino aprobaba el castigo civil para ciertas formas de heterodoxia, mientras que Menno abogaba por una estricta separación Iglesia-Estado. Las diferencias más profundas se dieron en sus puntos de vista sobre la necesidad de la disciplina eclesiástica. Simons consideraba que la perfectibilidad humana era alcanzable después de la conversión, mientras que Calvino hacía hincapié en una teología agustiniana de la depravación humana.

### Esposa de Cristo
Menno Simons se basó en gran medida en las imágenes bíblicas de la novia de Cristo al imaginar una nueva Iglesia. Encontró en el bíblico Cantar de los Cantares una descripción de la relación entre una Iglesia purificada y Cristo que no sólo se aplicaba a una Iglesia reformada, sino también al matrimonio terrenal entre hombre y mujer. Al igual que la novia en los cantos, la mujer debe acudir con total amor y devoción y será limpiada de su maldad natural por el contacto con su marido. No alteró la visión convencional de las relaciones entre el hombre y la mujer, sino que idealizó el estatus subordinado y asexuado de la mujer.

### Bautismo de niños
Los anabaptistas insistían en el bautismo de adultos. Por el contrario, Martín Lutero defendía el bautismo de niños; su creencia en él provenía de su visión de la Iglesia como una realidad idealmente inclusiva en una sociedad cristiana. Menno Simons basaba su rechazo al bautismo de niños en el concepto de la Iglesia como un grupo disciplinado de individuos que han comprometido voluntariamente sus vidas con Cristo. Consideraba que la santificación era un proceso que dura toda la vida y que no elimina por completo la presencia del pecado en la vida de la persona.

### Paz
Aunque algunos anabaptistas de Ámsterdam y Münster se involucraron en el siglo XVI en actos de violencia y asesinatos, los menonitas holandeses fueron en general piadosos y pacíficos. En su Bautismo cristiano de 1539, Menno Simons declaró su renuencia a participar en disputas, lo que puede haber surgido de su renuencia durante años a anunciar sus verdaderas convicciones. Las relaciones de Simons con los münsteritas radicales y los melchioritas pacíficos pueden ofrecer pistas adicionales.

### Ascetismo
Menno Simons rechazaba el ascetismo en cuanto a sus prácticas tradicionales de retraimiento social, mortificación y abnegación. El teólogo histórico Richard Valantasis, sin embargo, ha sugerido que el ascetismo no debe definirse como estas prácticas físicas, sino como un conjunto de actividades destinadas a restablecer las relaciones sociales entre el individuo y el entorno social dominante a través de una nueva subjetividad, unas relaciones sociales diferentes y un universo simbólico alternativo. La teología de Simons es ascética según la definición de Valantasis, ya que utilizó estos métodos para reestructurar la relación de los anabaptistas con la sociedad "mundana".

## Obras
Entre sus escritos figuran:
- Prueba clara y sencilla de la blasfemia de Juan de Leiden (1535)
- La Resurrección Espiritual (1536)
- El nuevo nacimiento (1537)
- Comentarios al Salmo 25 (1538)
- Fundamento y simple instrucción de la doctrina salvadora de nuestro Señor Jesucristo (1539)
- Explicación del Bautismo Cristiano en el agua, desde la Palabra de Dios (1539)
- De la verdadera fe cristiana (1541)
- Confesión del Dios Trino (1550)
- Confesión fundamental y clara de los cristianos pobres y afligidos (1550)
- Humilde súplica a todos los magistrados (1552)
- La Cruz de Cristo
- Réplica a Gellius Faber (1552)
- Breve apología de los cristianos despreciados y exilidados extranjeros (1552)
- Clara e incontrovertible confesión y demostración, a Juan a'Lasco (1554)
- Respuesta clara y aguda a la doctrina anticristiana. A Micron (1556)
- La verdadera fe cristiana (1556)
- Deberes para con los niños (1557)
- La Excomunión (1558)